# جاستن رايت
جاستن رايت (بالإنجليزية: Justin Wright)‏ هو فنان وكاتب سيناريو ورسام رسوم متحركة أمريكي، ولد في 8 مارس 1981 في ساكرامنتو في الولايات المتحدة، وتوفي في 18 مارس 2008 في إميريفيلي في الولايات المتحدة بسبب نوبة قلبية.

## وصلات خارجية
- جاستن رايت على موقع IMDb (الإنجليزية)
- جاستن رايت على موقع قاعدة بيانات الفيلم (الإنجليزية)